# 소녀시대의 팩토리 걸
《소녀시대의 팩토리 걸》은 대한민국의 케이블 방송국 엠넷에서 방송했던 프로그램이다. 여성 음악 그룹 소녀시대가 출연하며 소녀시대의 스타일북 제작을 위해 Elle Girl 인턴에디터로 생활하는 모습을 담은 리얼리티 프로그램이다. (참고로 Elle Girl에서는 Elle Girl잡지를 제작 하는 곳을 팩토리라고 부른다)

## 출연자
- Elle Girl 편집장 "남윤희"
- Elle Girl 패션에디터 "류지연", 정진아, 이미림
- Elle Girl 뷰티에디터 "장수영"
- Elle Girl 피쳐에디터 "김아름"
- Elle Girl 인턴에디터 "소녀시대"

## 방송시간표
| 본방                 | 재방                 | 삼방                | 사방                 | 오방                 | 육방                 | 칠방                 | 팔방                 |
| -------------------- | -------------------- | ------------------- | -------------------- | -------------------- | -------------------- | -------------------- | -------------------- |
| 수요일 18:00 ~ 18:30 | 목요일 01:00 ~ 01:30 | 목요일 6:00 ~ 16:30 | 금요일 24:00 ~ 24:30 | 토요일 16:00 ~ 16:30 | 토요일 23:00 ~ 23:30 | 일요일 13:00 ~ 13:30 | 화요일 19:00 ~ 19:30 |

## 방송목록
| A | - 뱀을 이용한 뷰티화보           | A팀 승리! |
| B | - 돼지(애완용)를 이용한 뷰티화보 | A팀 승리! |

| 캔디걸 | - 페리테일룩으로 스타일링한 패션화보 | 드림걸팀 승리! |
| 드림걸 | - 고스룩으로 스타일링한 패션화보     | 드림걸팀 승리! |

| 캔디걸 | - 뷰티 메이크업 이벤트 (파티 메이크업 배움) - 전화통화 - 동방신기 유노윤호, 장근석, 김신영, 전혜빈, 김동완 - 출연 - 알렉스 |
| 드림걸 | - 칵테일 이벤트 (칵테일 만드는 법 배움) - 전화통화 - 차태현, 김혜성 - 출연 - 오지호                                        |

| 캔디걸 | - 뷰티 메이크업 이벤트 - 출연 - 알렉스, 전혜빈, 김동완, 이민우 |
| 드림걸 | - 칵테일 이벤트 - 출연 - 오지호, H-유진                        |

| 캔디걸 (제시카,유리) | - 메이크업 아티스트 Alexis Comforti 취재 - 아티스트에게 직접 시연 받음                                         |
| 드림걸 (티파니,수영) | - Elle Girl 10월호 커버와 화보 촬영 - 모델 Laragh McCann - 포토그래퍼 Derek Kettela - 헤어 아티스트 Andre Guan |

| 캔디걸 (제시카,유리) | - 뉴욕 스트리트 패션 취재 - Ketie, Erica 등 - 화장품 브랜드 CLINIQUE 인터뷰 - 제품 개발 수석부사장 Janet Pardo, 글로벌 마케팅 수석부사장 Agnes Landau와 인터뷰          |
| 드림걸 (티파니,수영) | - 뉴욕 스트리트 패션 취재 - Amit(PRADA 비주얼 디렉터), Bryan(Black book 패션 에디터) 등 - 디자이너 Jill Stuart와 인터뷰 - Jill by Jill Stuart - 기존 라인보다 젊어진 룩 |

| 캔디걸            | - 스태프 인터뷰 등 - 백스테이스 인터뷰(윤아) : 모델 송경아, 모델 홍종현 등                                          |
| 드림걸            | - 스태프 인터뷰, 헤어아티스트 인터뷰, 조명 스태프 인터뷰 등 - 백스테이스 인터뷰(수영) : 모델 장수임, 모델 홍종현 등 |
| 티파니, 수영,유리 | - 싱글남 취재 - 최현준(V.O.S) Part.1 - 유리가 픽업해온 옷 고름, 최현준의 노래 선물                                  |

| 티파니, 수영,유리 | - 싱글남 취재 - 최현준(V.O.S) Part.2 - 작사가로서의 이야기, 티셔츠 리폼 |
| 캔디걸            | - 파티의 컨셉 - 오렌지 - 파티 용품, 음식 구입                           |
| 드림걸            | - 프러포즈 의뢰인 - 송나영 - 의뢰인을 위해 옷, 메이크업, 헤어 준비      |

| 캔디걸 | - 유리&제시카 - 파티 음식 담당 - 태연&써니 - 파티 데코레이션 담당 - 소녀시대 다같이 함께한 크리스마스 파티                                                |
| 드림걸 | - 서현의 피아노 연주, 티파니의 노래 - 프러포즈 의뢰인 - 송나영, 주인공 - 임강헌 - 강헌의 깜짝 몰래카메라로 눈물 흘리는 의뢰인과 소녀시대 - 프러포즈 성공! |